# Бог азартных игроков 2
«Бог азартных игроков 2» (кит. трад. 賭俠) — гонконгская комедия 1990 года, снятая режиссёром Вонг Цзин. Главные роли в фильме исполнили Стивен Чоу и Энди Лау.

## Сюжет
«Рыцарь азартных игроков» (Энди Лау) из «Бог игроков» и «Святой азартных игроков» (Стивен Чоу) из «Победитель получает всё», обладающий сверхъестественными силами, объединяют свои усилия, чтобы обыграть новых противников.

## В ролях
- Стивен Чоу — «Святой азартных игроков»
- Энди Лау — «Рыцарь азартных игроков»
- Нг Ман-Тат — дядя «Блэки» Тат
- Пал Синн — Хусейн
- Моника Чань — Кау Лунг / Коулун
- Шарла Чён — Мечта Ло
- Чарльз Хён — Нг Лунг / «Бог оружия»
- Ноэль Чик — Тай-Кун / «Дьявол игроков»
- Блэки Ко — лидер киллеров
- Рональд Вон — Кроул
- Шин Фуй-Онь — Кау

## Серия фильмов
Успех фильма «Бог игроков» с Чоу Юнь-Фатом в главной роли дал толчок к созданию целой серии картин, посвящённой гениальному карточному игроку и его друзьям.
- Бог игроков (1989)
- Бог азартных игроков II (1990)
- Бог игроков III: Назад в Шанхай (1991)
- Возвращение бога игроков (1994)
- Бог игроков 3: Ранние годы (1996)
- Бог азартных игроков: Из Вегаса в Макао (2014)
- Бог азартных игроков: Из Вегаса в Макао 2 (2015)
- Бог азартных игроков: Из Вегаса в Макао 3 (2016)

#### Побочные фильмы
- Победитель получает всё (1990)
- Кулак ярости 1991 (1991)
- Высшая ставка (1991)
- Самая высокая ставка (1991)
- Пробейся назад в школу 3 (1993)
- Святой азартных игроков (1995)
- Моя Жена Маэстро Азартных Игр (2008)